# Olikhet
En olikhet är ett matematiskt uttryck eller en utsaga som innehåller ett olikhetstecken.
Utsagan kan antingen vara falsk eller sann. Exempel:
3 < 4 är en sann utsaga.
3 > 4 är en falsk utsaga.
En olikhet kan även innehålla en eller flera variabler. När likhet inte tillåts (som i ovanstående exempel) kallas det att olikheten är sträng eller strikt.
Då det gäller att lösa en olikhet betyder det att man skall ta reda på för vilka värden på en viss eller vissa variabler utsagan är sann.

## Egenskaper hos olikheter[2]

### Transitivitet
Olikheter är en transitiv relation, vilket betyder att 
- För de reella talen a, b, c:
  - Om a > b och b > c; så a > c
  - Om a < b och b < c; så a < c
  - Om a > b och b = c; så a > c
  - Om a < b och b = c; så a < c

### Addition och subtraktion
- För de reella talen a, b, c:
  - Om a < b, så a + c < b + c och a − c < b − c
  - Om a > b, så a + c > b + c och a − c > b − c

### Multiplikation och division
- För de reella talen a, b, c:
  - Om c är positivt och a < b, så ac < bc
  - Om c är negativt och a < b, så ac > bc

### Additiva inversen
- För de reella talen a, b:
  - Om a < b så −a > −b
  - Om a > b så −a < −b

### Multiplikativa inversen
- För de reella talen a, b där de antingen båda är positiva eller båda negativa
  - Om a < b så 1/a > 1/b
  - Om a > b så 1/a < 1/b

- Om antingen a eller b är negativ (men inte båda) så
  - Om a < b så 1/a < 1/b
  - Om a > b så 1/a > 1/b

## Potensolikheter[3]
En "potensolikhet" är en olikhet som innehåller termer av formen ab där a och b är reella positiva tal eller uttryck som innehåller variabler. Några exempel är följande:
- För alla reella x är

{\displaystyle e^{x}\geq 1+x.\,}
- Om x > 0 är

{\displaystyle x^{x}\geq \left({\frac {1}{e}}\right)^{1/e}.\,}
- Om x ≥ 1 är

{\displaystyle x^{x^{x}}\geq x.\,}
- Om x, y, z > 0 är

{\displaystyle (x+y)^{z}+(x+z)^{y}+(y+z)^{x}>2.\,}
- För godtyckliga olika reella tal a och b är

{\displaystyle {\frac {e^{b}-e^{a}}{b-a}}>e^{(a+b)/2}.}
- Om x, y > 0 och 0 < p < 1 är

{\displaystyle (x+y)^{p}<x^{p}+y^{p}.\,}
- Om x, y, z > 0 är

{\displaystyle x^{x}y^{y}z^{z}\geq (xyz)^{(x+y+z)/3}.\,}
- Om a, b > 0 är

{\displaystyle a^{a}+b^{b}\geq a^{b}+b^{a}.\,}
- Om a, b > 0 är

{\displaystyle a^{ea}+b^{eb}\geq a^{eb}+b^{ea}.\,}
- Om a, b, c > 0 är

{\displaystyle a^{2a}+b^{2b}+c^{2c}\geq a^{2b}+b^{2c}+c^{2a}.\,}
- Om a, b > 0 är

{\displaystyle a^{b}+b^{a}>1.\,}

## Exempel på olikheter
- Bessels olikhet
- Bernoullis olikhet (inom strömningsmekanik)
- Cauchy–Schwarz olikhet
- Triangelolikheten
- Termodynamikens andra huvudsats